# Xylonomycetes
Xylonomycetes Gazis & P. Chaverri – klasa workowców (Ascomycota).

## Systematyka
Według aktualizowanej klasyfikacji Index Fungorum bazującej na Dictionary of the Fungi do klasy Xylonomycetes należą:
- podklasa incertae sedis
  - rząd Symbiotaphrinales Baral & E. Weber 2017
  - rząd Xylonales Gazis & P. Chaverri 2012